# 1921年蒙古革命
1921年蒙古革命，蒙古国称人民革命，發生於1921年3月1日－7月11日，蒙古人民党憑借蘇俄紅軍佔領外蒙，擊潰了佔領外蒙的俄国白军，夺取了大蒙古國（史稱博克多汗国）的政权。
外蒙古的博克多汗國在1921年分別由三支軍隊先後佔領，最初1919年－1921年2月3日由北洋政府軍以外蒙撤銷自治之名佔領，俄国白军在1921年2月3日驅逐之並暫時佔領，6月在入侵遠東共和國時被蘇俄紅軍擊潰，1921年7月蘇俄出兵干預，为1924年蒙古人民共和国的成立立下基础。

## 背景
清朝自17世纪起一直保持着对外蒙古的统治。自19世纪中期起，欧洲列强的势力范围渗入中国，在清朝疆域的北方，俄罗斯帝国威胁着包括外蒙古、满洲、新疆在内的领土。对此，清政府推行“新政”，其中便包括对蒙古的经济政策改革。但是清朝推行的新政威胁到了许多蒙古人的利益，引入蒙古的汉人开垦农田侵占了原来的牧场，蒙古人的“抗垦”事件此起彼伏。一些蒙古人开始寻求列强势力的支持。1911年7月，一群喀尔喀蒙古王公前去说服当时的哲布尊丹巴呼图克图八世，要求独立。尔后一支使团前往俄罗斯首都彼得堡寻求支持。

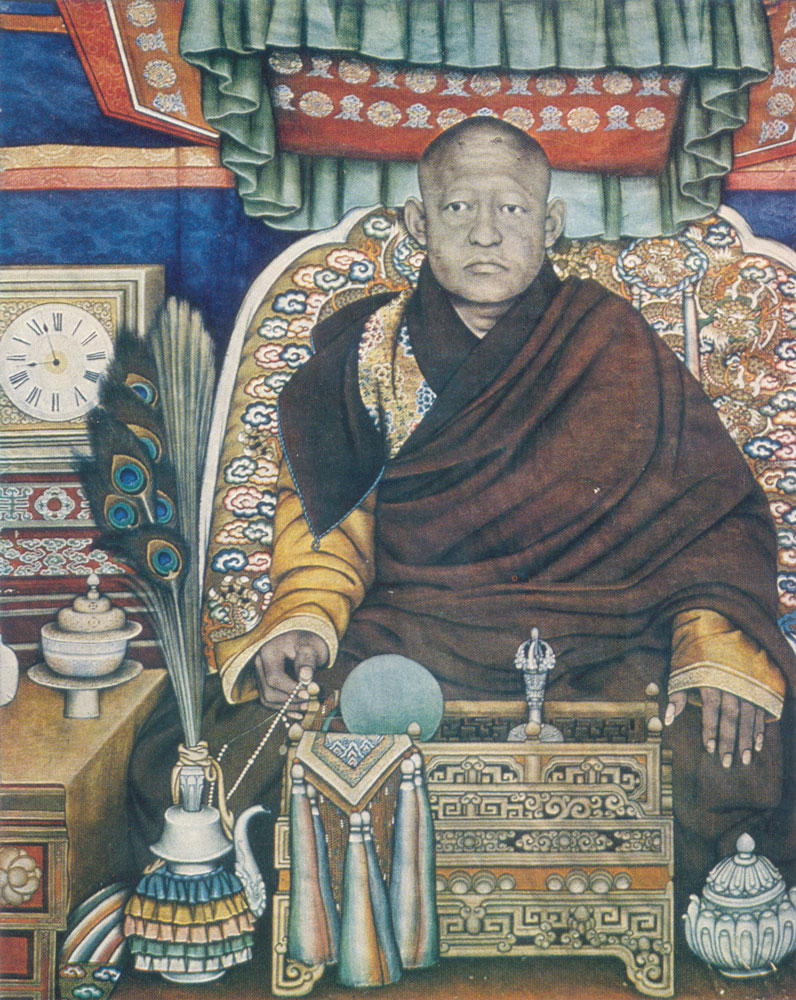
博克多汗（第八世哲布尊丹巴呼图克图）

1911年10月，辛亥革命爆发，中国内地各省相继宣布独立。12月1日，外蒙古宣布独立，建立大蒙古国（史称博克多汗国），12月29日哲布尊丹巴呼图克图八世正式登基為蒙古皇帝，他被尊为“博克多格根額真汗”（意为“圣光明皇帝”，“博克多汗”意为“伟大的可汗”）。自此，博克多汗开始统治外蒙古，直至外蒙古自治被北洋政府废除。
新建立的博克多汗蒙古政府实行政教合一，以藏传佛教的哲布尊丹巴为最高统治者，年号“共戴”，且融合了清朝和欧洲的政治体系，拥有自己的军队、议会和内阁。外交方面，在1912年至1915年间，博克多汗国努力在国际上争取认可。俄国不完全支持独立，但也反对中国收回主权。1915年，《中俄蒙协约》签订，这表明中华民国对外蒙古拥有了宗主权，由此，博克多汗国从“独立国家”转为“自治”，但是中国不得在蒙古驻军、移民。博克多汗仍是外蒙古的最高统治者，外蒙古在维护事实上独立的同时得到俄国的保护，俄国人在外蒙古也得到了政治和经济特权。

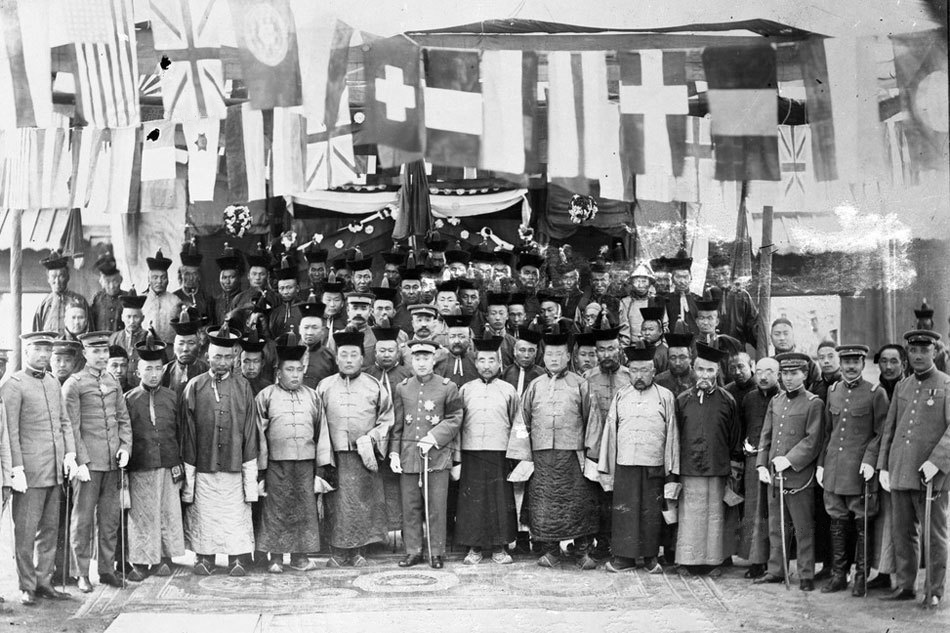
徐树铮在库伦与蒙古贵族合影

1917年，俄国爆发革命，一年后俄国内战爆发，改变了蒙古的政治格局。苏维埃俄国政府在1917年和1919年两次发表对华宣言，宣布废除沙皇時代俄國与中国签订的不平等条约，但实际上继续支持外蒙古独立。苏维埃俄国在1919年7月25日发表对蒙古声明，称外蒙古是一个独立的国家，要求与之建立外交关系。为了避免被布尔什维克占领，蒙古统治者只好向驻库伦（今乌兰巴托）的的中国办事官员陈毅请求军事支援，1918年，一支数百人的部队自中国出发，但并未抵达目的地，因为北洋政府仍不想违反《中俄蒙协约》。
1919年初期，贝加尔湖地区白军将领格里戈里·谢苗诺夫建立军队，意图在外蒙古建立政权。8月，大蒙古国外交大臣请求陈毅支援部队，应对谢苗诺夫。此时，北洋政府由皖系军阀段祺瑞掌控，1919年11月7日，中华民国大总统徐世昌和政府首脑段祺瑞决定出兵外蒙，派皖系将领徐树铮率兵进入外蒙古库伦，挟持“内阁总理”巴德玛多尔济，软禁哲布尊丹巴活佛，并召陈毅回京，全面否定《中俄声明》。11月17日，外蒙古正式上书中华民国大总统徐世昌，呈请废除俄蒙一切条约。南方孙中山护法军政府亦致电庆贺。11月22日以《中国大总统公告》下令取消外蒙古自治，恢复旧制。
徐树铮回到北京时受到隆重的欢迎。12月，他回到库伦，组织一次正式的权力移交仪式：士兵们一字排开站在博克多汗的宫殿前，一辆轿子上放着中华民国大总统的肖像，五色旗和一个军乐队紧随其后。但在那天晚上，一些蒙古牧民和喇嘛聚集在宫殿前，扯下了挂在大门上的五色旗。徐树铮在外蒙古期间，不顾其传统习俗，全面推行新政改革，致使外蒙古上层集团对北洋政府的统治更加不满。
1919年至1920年间，一些蒙古人为抵抗中华民国的统治，建立了“领事坡”（Konsulyn denj，因位于俄罗斯驻库伦领事馆附近而得名）和“东库伦”（Züün khüree）等抵抗组织。领事坡由道格索姆·鲍道建立，他曾是一位喇嘛，受过高等教育，在博克多汗直接统治时期，于俄国领事馆工作。其合作者是霍尔洛·乔巴山，后来被称作“蒙古的斯大林”。东库伦的领导者是索林·丹增和丹斯兰比勒格·道格松，另外的成员还有达木丁·苏赫巴托尔，一名蒙古军人，被称作“蒙古的列宁”。该组织曾试图刺杀徐树铮，未遂。

## 革命

### 蒙古人民党的建立

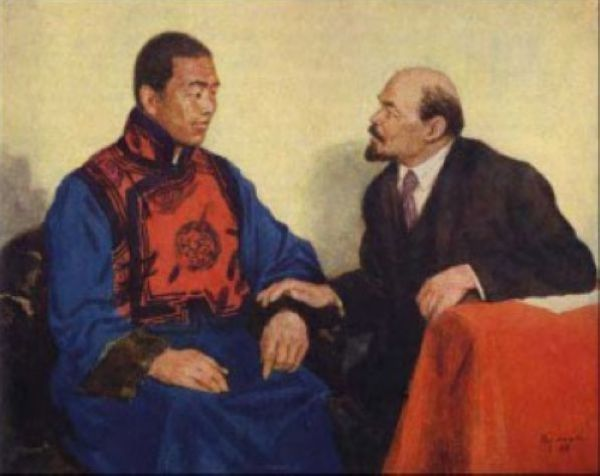
苏赫巴托与列宁交谈，苏俄宣传画

20世纪10年代末、20年代初，俄国侨民在库伦成立了“地方杜马”，由布尔什维克的追随者领导，他们中的一些人曾在“领事坡”组织中学习。这个“杜马”曾作为苏俄在外蒙古的联系者，苏俄代表曾表示，他们会对外蒙古进行援助。1920年6月，在苏俄的帮助下，领事坡和东库伦合并，成立蒙古人民党（后更名为蒙古人民革命党），并派索林·丹增和霍尔洛·乔巴山前往苏俄作为代表。7月，二人到达远东共和国首都乌兰乌德（当时称为上乌丁斯克）。他们会见了后来的总理鲍里斯·舒米亚茨基，但是他对蒙古人知之甚少，所以他回避了二人对于军事援助的请求。最终，他们给库伦的人民党发了一封电报。在接到电报后，达理扎布·洛索勒、丹巴·恰格达尔扎布、道格索姆·鲍道、L·丹德夫和达木丁·苏赫巴托尔前往乌兰乌德。当他们见到舒姆亚茨基后，舒姆亚茨基说，他无法对于七人的要求作出决定，七人必须前往伊尔库茨克。
8月，七人抵达伊尔库茨克，并会见了后来的远东共产国际书记，七人向他说明了情况。他们被告知应以蒙古人民党的名义寄一封信，向西伯利亚或更远的红军请求援助。这七人被分为三组：一组前往鄂木斯克；一组回到库伦继续发展势力；一组则留在伊尔库茨克，作为联络人。在三组动身之前，七人拟定了一个更具革命性的目标——取消蒙古贵族的政治权利，建立一个由博克多汗领导的君主立宪制政权。

蒙古革命者
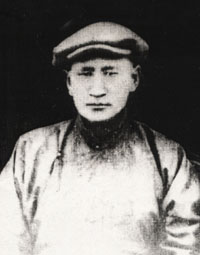
道格索姆·鲍道
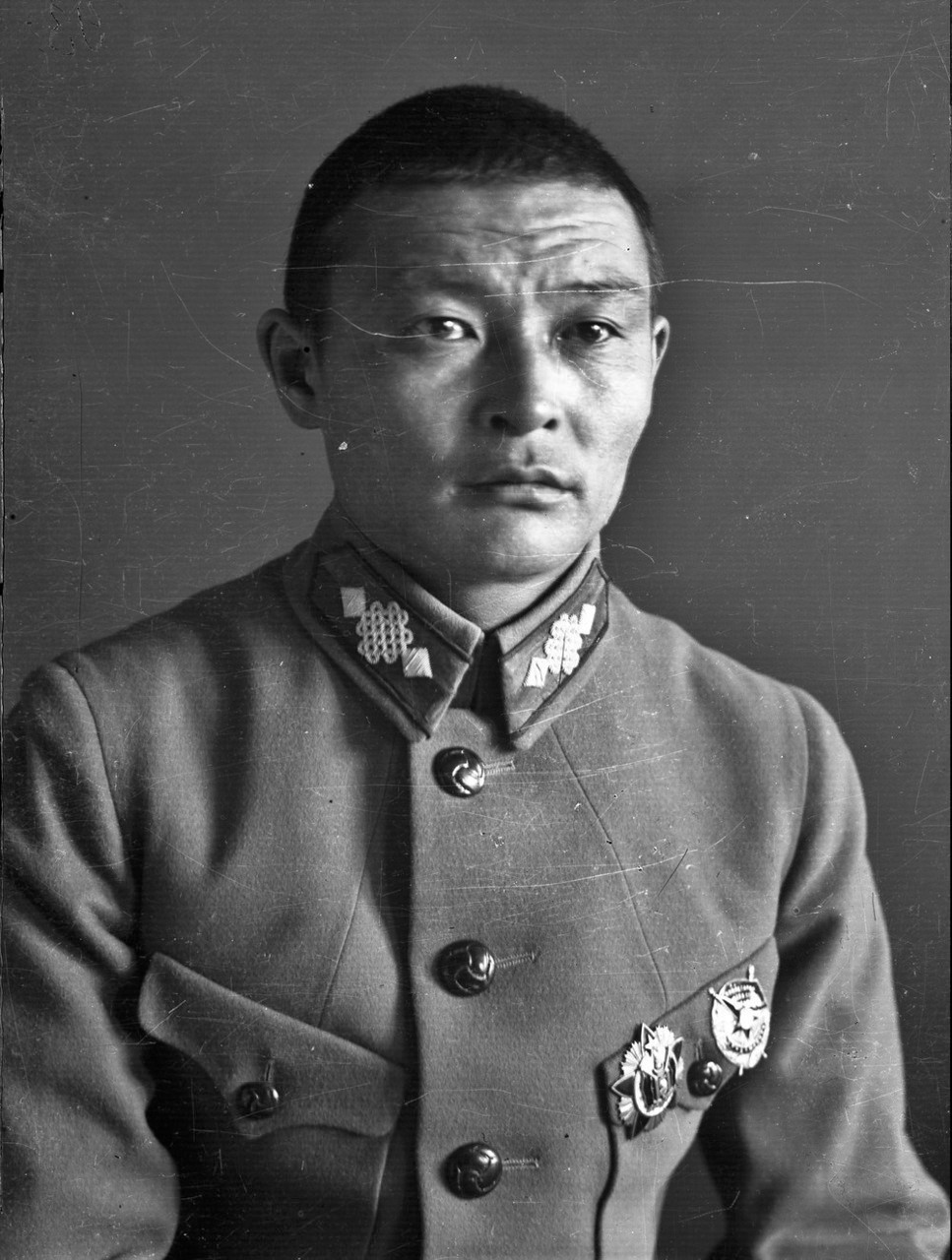
霍尔洛·乔巴山
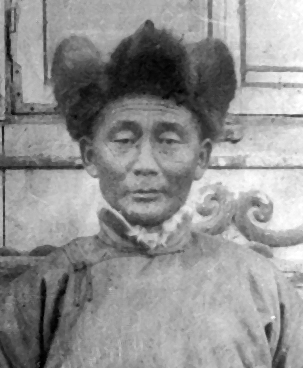
索林·丹增
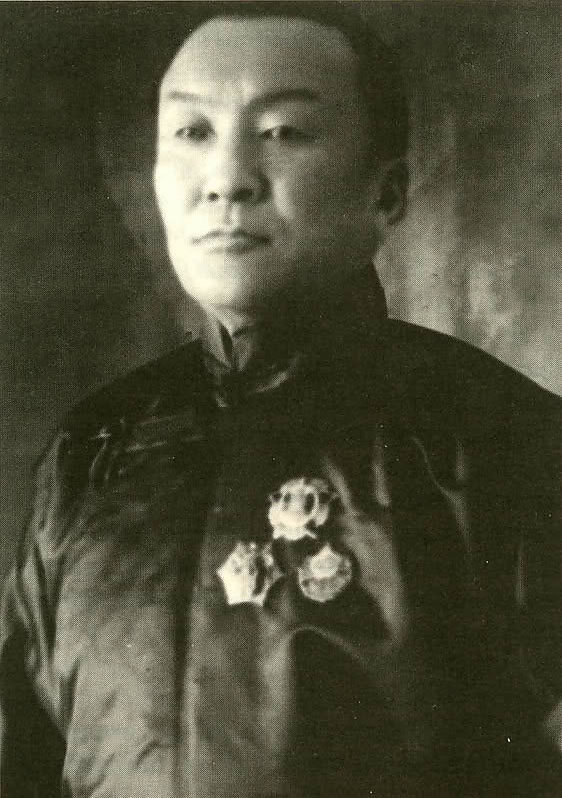
丹斯兰比勒格·道格松
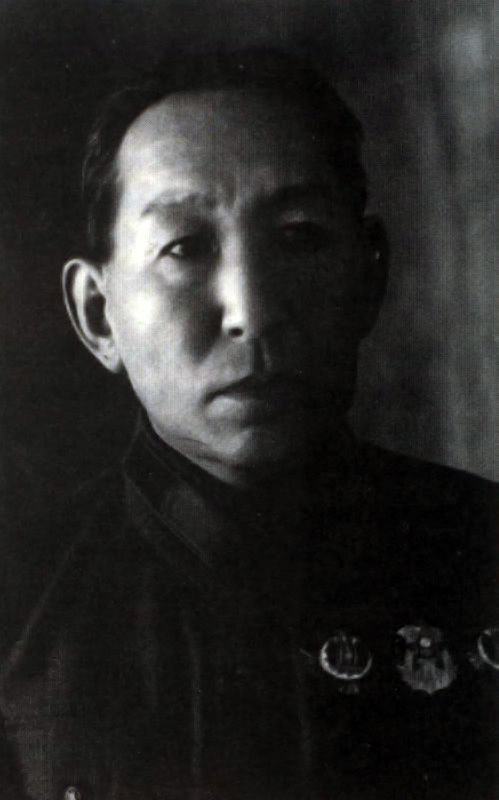
达理扎布·洛索勒
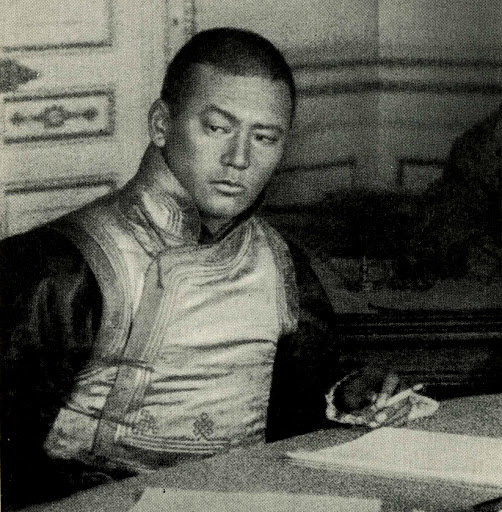
达木丁·苏赫巴托尔

### 白军入侵

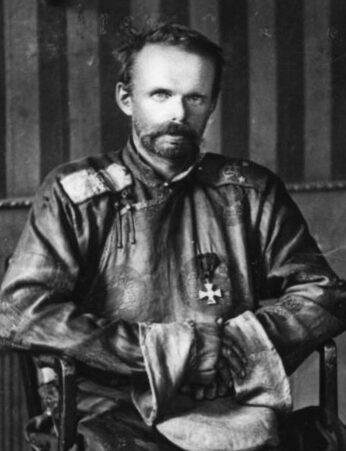
罗曼·冯·恩琴

在鄂木斯克多次会见苏俄官员后，蒙古人民党代表被告知革命决策需要在莫斯科才能批准。1920年丹增等人随即前往莫斯科，并于9月中旬到达。在这1个月间，丹增一行人多次会见苏俄官员，但谈判都不了了之。
此前的1920年7月，中国爆发直皖战争，徐树铮率军返回内地，战败，旋遭通缉，逃入日本使馆，库伦仅留守部份兵力。此时，“血腥男爵”罗曼·冯·恩琴领导下的白军对外蒙古的进攻使得苏俄方面注意到了外蒙古问题。自1920年10月底到11月，1000名白军士兵已经包围了库伦的7000名中国守军。在11月10日或11日，三名蒙古人民党员紧急会见苏俄代表。他们被告知，蒙古人民党将会得到苏俄的大力支援，不过他们需要快点返回蒙古，壮大人民党的武装力量。与此同时，莫斯科命令红军第5军越过俄蒙边境进攻冯·恩琴的部队。
然而，被包围的中国守军成功击退了冯·恩琴的部队，这打乱了苏俄的战略。远东共和国的军队已经精疲力竭，只有红军第5军留在远东战线，而且在1920年后期，第5军的老兵中，一些被遣散，一些被征召到波兰战线，或是分配给劳工组织，来打理严重衰败的西伯利亚经济。因此，在中国守军突围后，红军于11月28日放弃了进攻计划。
就在红军准备撤退之时，1921年2月，罗曼·冯·恩琴再次进攻库伦，这次他战胜了中国守军。在库伦陷落后，中国士兵和平民紧急撤离外蒙古，北洋政府驻乌里雅苏台和科布多的军政管理部门迁往新疆。在罗曼·冯·恩琴主使下，博克多汗再次成为了蒙古统治者。2月22日，大蒙古國政府重建，并举行了隆重的仪式。

### 蒙古人民党夺取政权

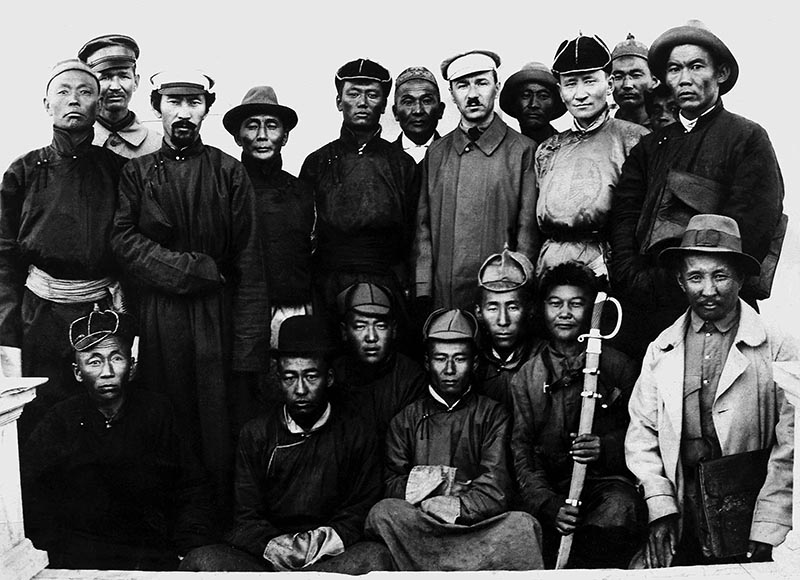
后排左起：？、？、额勒贝格道尔吉·仁钦诺、索林·丹增、达木丁·苏赫巴托尔、阿吉巴·丹增、鲍里斯·舒米亚茨基、？、道格索姆·鲍道

冯·恩琴的进攻行动再一次影响了红军的作战计划。2月10日，伊尔库茨克的共产国际举行了全体会议，通过了“支援蒙古人民的解放和独立斗争”的决议。
在苏俄的支持下，蒙古人民党迅速崛起。为了将蒙古革命者统一起来，1921年3月1日至3日，政党大会（被视作蒙古人民党第一次代表大会）召开。
3月13日，蒙古人民党“最初七人”建立了临时政府，后由道格索姆·鲍道领导。3月18日，400人的蒙古游击队从中国军队手中攻占买卖城，大大鼓舞了游击队的士气。蒙古人民党随即宣布临时政府成立，以及关于着手驱逐中国军队、召开人民代表大会选举政府官员的决定。紧接着，临时政府和博克多汗国政府之间的宣传战打响了：蒙古人民党在北方边境散发传单，号召人们拿起武器反抗白军；博克多汗国政府则持续宣传关于革命者将摧毁宗教信仰和蒙古国家的警告。
在3月至4月间，一些红军和远东共和国军队转移到了恰克图，而此时蒙古游击队的人数已达到800人。6月初，罗曼·冯·恩琴袭击了恰克图。但是，他多次遇到军力比他的白军要强大得多的红军军队，最终战败溃退，损失惨重。6月28日，苏俄远征军主力进入蒙古，白军提前逃离库伦，7月6日苏俄远征军进入库伦。
蒙古革命者立即准备夺取政权。7月9日，他们向博克多汗的议会寄了一封信，写道“权力现在掌握在人民手中，目前最大的障碍便是世袭王公参政的缺陷，这个制度没有顺应历史发展的潮流，除了教条以外，一切都将会改变”
翌日，蒙古人民党中央委员会通过决议：组建博克多汗国的新君主立宪制政府，由道格索姆·鲍道领导，博克多汗仍作为君主，权力有限。7月11日，博克多汗再一次登上了宝座。

## 后续

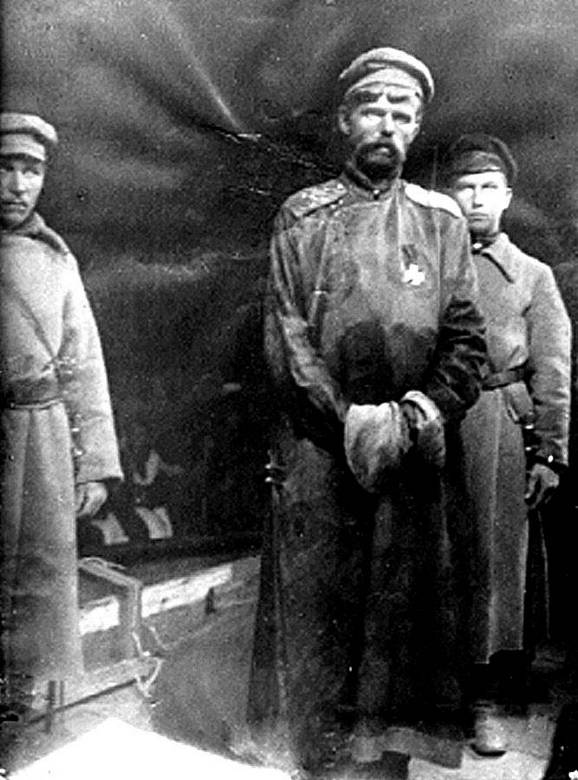
恩琴男爵被苏俄审判

罗曼·冯·恩琴的军队被击败后，开始解体。他的部下背叛了他，将其逮捕送交红军。1921年7月15日，冯·恩琴在新西伯利亚被处决。
中国军队在被冯·恩琴击退后并未放弃进攻，北洋军阀曾组建远征军意图对抗他，1921年4月9日，八世哲布尊丹巴呼图克图派遣牛福厚为使经奉天抵北京，其所持活佛意见书承认蒙古属于中国，愿在恰克图条约基础上订立条约，同意给汉族商人贸易便利，但请北京政府不要在蒙古驻军，或以武力攻击库伦，希望许其恢复自治，但是当时的库伦已被革命者控制，再加上中国国内局势的动荡，进攻计划被迫取消。
1924年11月26日，博克多汗去世后不久，在苏联第三国际的支持与行动下，蒙古人民党宣布废除君主立宪制，成立蒙古人民共和国，首都库伦更名为乌兰巴托，允许苏联驻军，蒙古事實上成為蘇聯的「衛星國」。但当时的中国北洋政府仍未承认其独立，根据《中蘇解決懸案大綱協定》外蒙古在名義上仍屬中國，而《孫文越飛宣言》同意苏联驻军外蒙古。北伐成功後，1928年國民政府将外蒙古在行政上稱為“蒙古地方”，此後因第一次國共內戰及面對日本侵華，中國方面被迫擱置對外蒙古的主權爭端。
1945年，中華民國国民政府与苏联签订《中苏友好同盟条约》并发布声明决定进行蒙古獨立公民投票。1946年1月，國民政府承认了外蒙古的独立，蒙古人民共和国的主权亦获得国际社会普遍承认。1952年，中華民國政府以蘇聯「違約」為由，向聯合國大會提出「控蘇案」，並經大會決議通過。
1990年代之后，李登輝主政下的中華民國政府默认了蒙古国的客观存在，2002年民進黨政府更於蒙古國設立代表處，並在外交部網站的各國介紹中加入蒙古國，再次承認外蒙古獨立。2012年5月21日行政院大陸委員會新聞稿稱「民國35年我國憲法制定公布時，蒙古（俗稱外蒙古）獨立已為我政府所承認，因此，當時蒙古已非我國憲法第4條所稱的『固有之疆域』。」聲明蒙古國為其政府所承認之國家，正式否定外蒙古為中華民國法定領土。